# Supiori
Supiori (indonesiska Pulau Supiori, även Supitori, tidigare Soepiori Eilanden) är en ö bland Schoutenöarna som tillhör Indonesien i västra Stilla havet.

## Geografi
Supiori-ön är en del av provinsi (provins) Papua längst österut i Indonesien och ligger ca 2.800 km nordöst om Djakarta och bara några hundra meter väster om huvudön Biak på andra sidan Teluk Surendidori sundet. Dess geografiska koordinater är 0°85′ S och 135°58′ Ö.
Ön är av vulkaniskt ursprung och har en area om ca 659 km² med en längd på cirka 40 km och cirka 25 km bred. Den högsta höjden är på ca 1.040 m ö.h. Den största delen av befolkningen bor i huvudorten Korido på öns södra del och Napido på öns västra del. Supiori täcks till stor del av regnskog och 270 km² av ön är naturskyddsområde.
Förvaltningsmässigt ingår Supiori i "kabupaten" (distrikt) Biak-Numfor.
Sydväst om ön ligger även småöarna Aruri Islands och Rani.

## Historia
Supiori beboddes troligen av melanesier redan ca 1500 f Kr. Supiori och de närliggande öarna upptäcktes av nederländske kapten Willem Corneliszoon Schouten och Jacob Le Maire 1616.
Under andra världskriget ockuperades området 1942 av Japan och återtogs av USA 1944. Därefter återgick ön till nederländsk överhöghet fram till Indonesiens självständighet.